# Schron z Nietoperzami
Schron z Nietoperzami – jaskinia, a właściwie schronisko, w Dolinie Goryczkowej w Tatrach Zachodnich. Wejście do niej znajduje się w północnej części Myślenickich Turni na wysokości 1263 metrów n.p.m. Jaskinia jest pozioma, a jej długość wynosi 7 metrów.

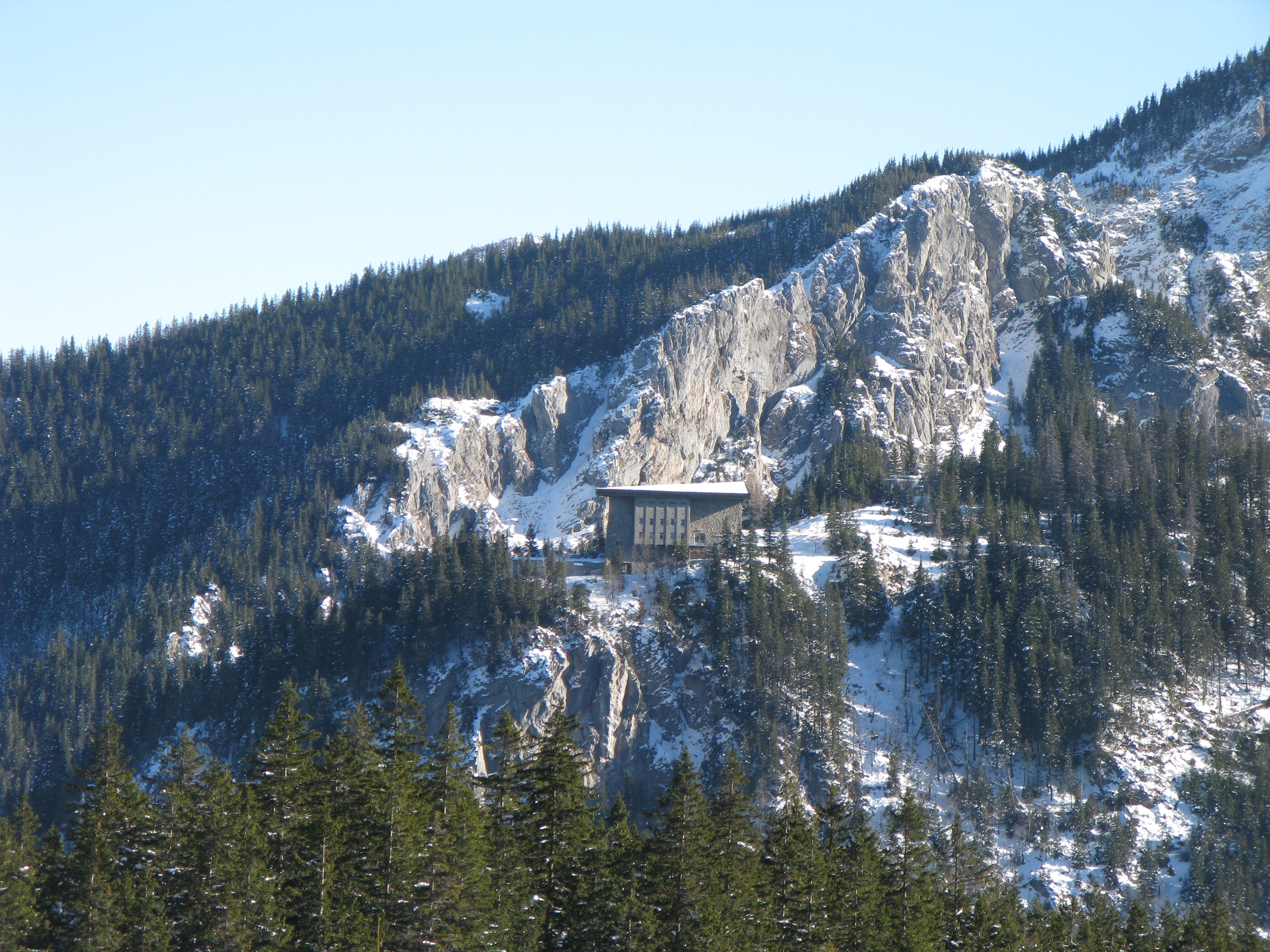
Myślenickie Turnie

## Opis jaskini
Jaskinie stanowi prawie poziomy, szczelinowy i wąski korytarz zaczynający się w dużym otworze wejściowym z okapem, a kończący niewielkim prożkiem i szczeliną nie do przejścia.

## Przyroda
W jaskini można spotkać małe nacieki grzybkowe. Zimują w niej nietoperze. Ściany są wilgotne, rosną na nich mchy, glony, paprocie i porosty.

## Historia odkryć
Jaskinia była prawdopodobnie znana od dawna. Jej opis i plan sporządziła I. Luty przy pomocy W. Morgi w 2000 roku.